# オリオン座FU星
オリオン座FU星（オリオンざFUせい、FU Orionis, FU Ori）は、太陽系からオリオン座の方向に約1,360 光年の距離に位置する前主系列星。爆発型変光星のサブグループであるオリオン座FU型星のプロトタイプで、この種類の前主系列星は、光度とスペクトルを短時間で極端に変化させる。

## 特徴
オリオン座FU星は、オリオン座λ星周辺の分子雲Sh2-264の一部を成す分子雲「バーナード35」に位置している。1936年の年末から増光を始め、数か月で16等から9等級まで増光、その後は9等前後で輝き続けている。1939年には新星として分類されていたが、減光しないことから特殊な天体と見なされていた。その後、オリオン座FU星と類似の増光を見せる天体として1970年にはくちょう座V1057星、1974年にはくちょう座V1515星が発見されたことで、改めてオリオン座FU星が注目され、新たな変光星のグループ「オリオン座FU型星」が設けられた。
発見された当初は単独の天体だと考えられていたが、2002年10月にスペインのカラル・アルト天文台の3.6メートル光学望遠鏡に設置された補償光学系を用いた観測によって、同じく前主系列星と思われる暗い天体が検出されたことから、非常に若い星の連星系であると考えらえている。2つの星は約250天文単位 (au) 離れており、それぞれ半径約11 auの塵円盤に囲まれている。より明るい FU Ori north の質量は約0.6 太陽質量 (M☉) で、年に約3.8×10-5 M☉の質量降着があると推測されている。もう一方の暗い FU Ori south (FU Orionis S) の質量は約1.2 M☉と推測されている。
2016年には、国立天文台のすばる望遠鏡の近赤外線高コントラスト撮像カメラ「HiCIAO」を用いた観測によって、FU Ori型バーストと呼ばれる急激な質量降着を起こす様子が捉えられた。